# Лихтер
Ли́хтер (нидерл. lichter) — разновидность баржи, грузовое несамоходное безэкипажное однотрюмное морское судно, используемое для перевозки грузов с помощью буксирных судов и для беспричальных грузовых операций при погрузке или разгрузке на рейде глубокосидящих судов, которые не могут пройти в порт. В XIX веке и ранее — маленькое парусное плоскодонное судно для разгрузки и догрузки крупных судов через мелководье.

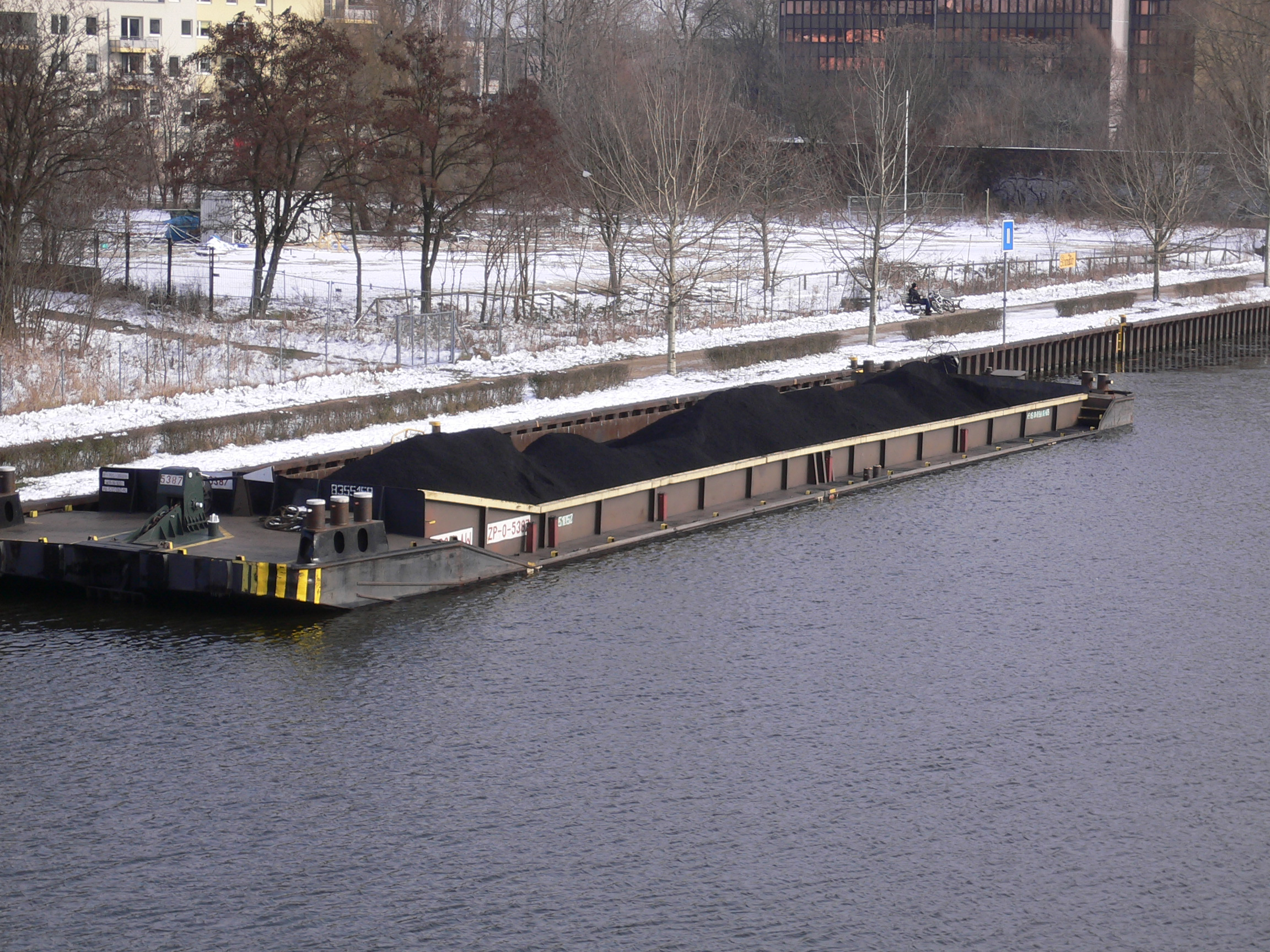

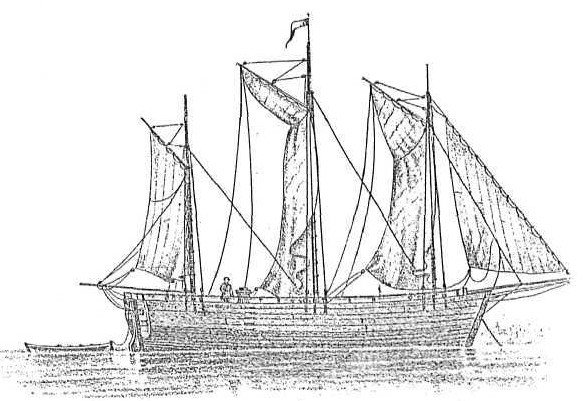
Изображение парусного лихтера из книги чертежей и рисунков, составленных П. А. Богославским к книге о купеческом судостроении в России

В качестве грузов лихтера могут выступать:
- генеральные и массовые грузы;
- контейнеры международного стандарта (в трюме и на крышках грузового трюма);
- подвижная техника (на крышках грузового трюма);
- трубы и пакетированные лесоматериалы (в трюмах и на крышках грузового трюма).

Лихтеры построены с учётом возможности транспортировки:
- подъёма, спуска, ввода в трюм или закрепления на палубах лихтеровозов;
- толкания по реке в составе каравана или одиночного лихтера;
- одиночной буксировки морем при волнении не более 4 баллов с удалением от порта убежища в открытых морях до 50 морских миль (в закрытых морях до 100 морских миль).

Некоторые лихтеры имеют собственное грузовое устройство. Для лихтеров с ледовым усилением корпуса допускается эпизодическое плавание в мелкобитом льду.
Для международных перевозок большинство лихтеров стандартизированы, наиболее распространёнными являются лихтеры типа LASH, «Sea bee», «Danube Sea», BACAT, BACO, «Capri», «Trimariner».
| Тип лихтера | Габаритные размеры, мм | Грузоподъёмность, т |
| ----------- | ---------------------- | ------------------- |
| LASH        | 18750 × 9500 × 4300    | 370                 |
| Sea bee     | 19718 × 10668 × 5156   | 850                 |
| Danube Sea  | 38250 × 11000 × 5300   | 1070                |
| BACAT       | 16830 × 5330 × 3800    | 140                 |
| BACO        | 24000 × 9500 × 4060    | 800                 |
| Capri 100H  | 30500 × 10670 × 3500   | 1000                |
| Capri 200H  | 60960 × 10670 × 3450   | 2000                |
| Capri 100C  | 30500 × 10670 × 2750   | 720                 |
| Trimariner  | 61100 × 24000 × 5180   | 7000                |